# Cammello (nave)

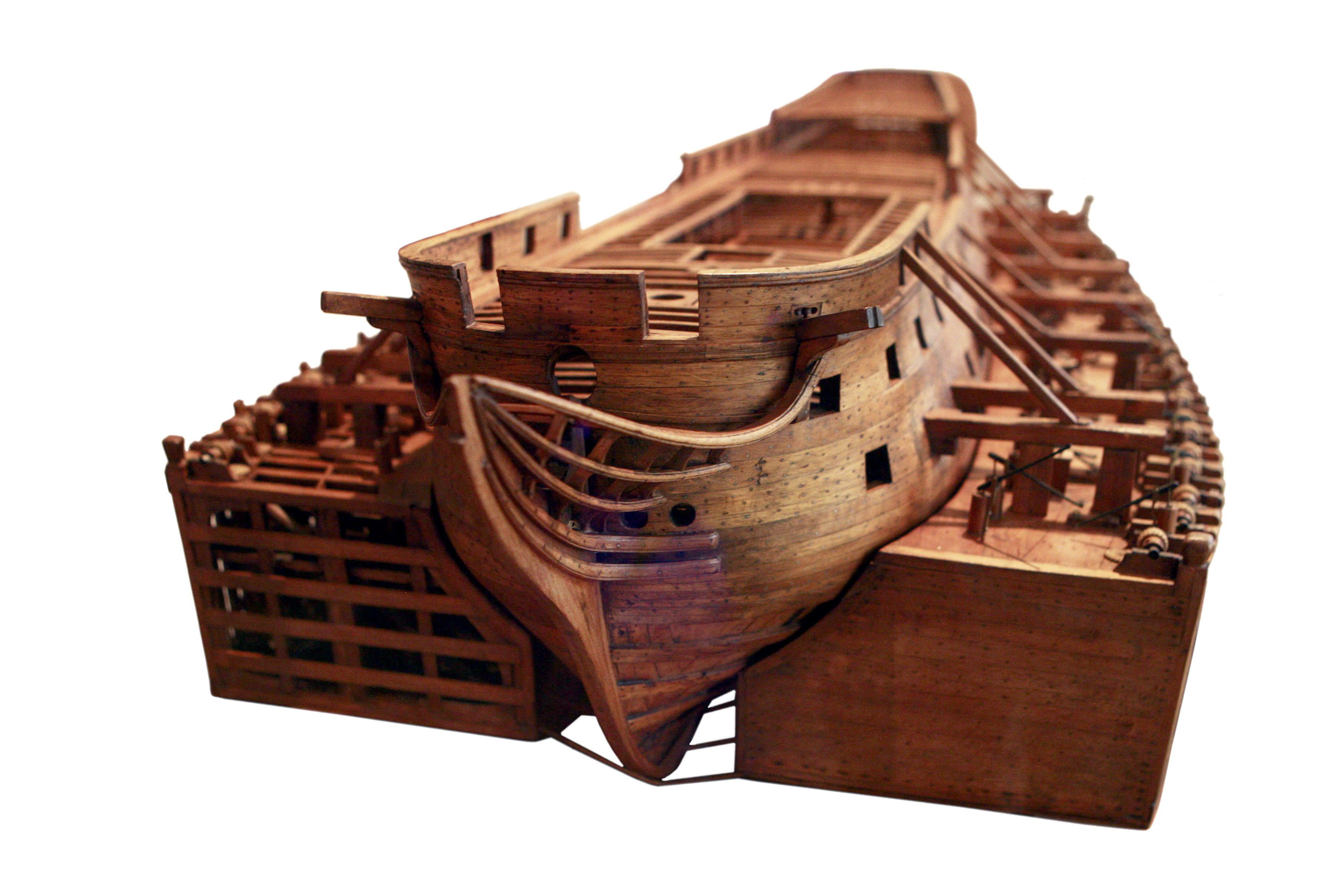
Nave con cammello

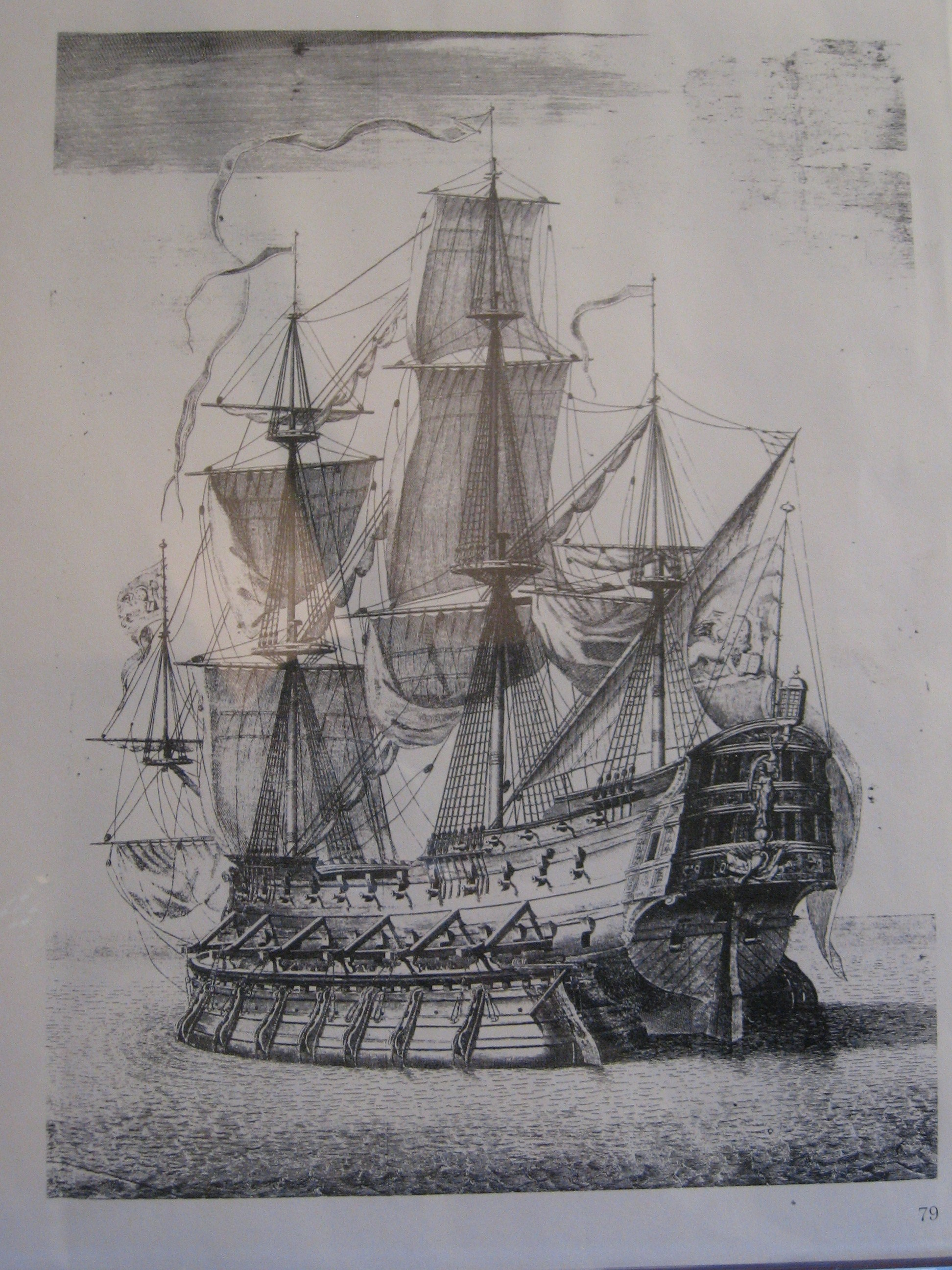
Nave con cammello

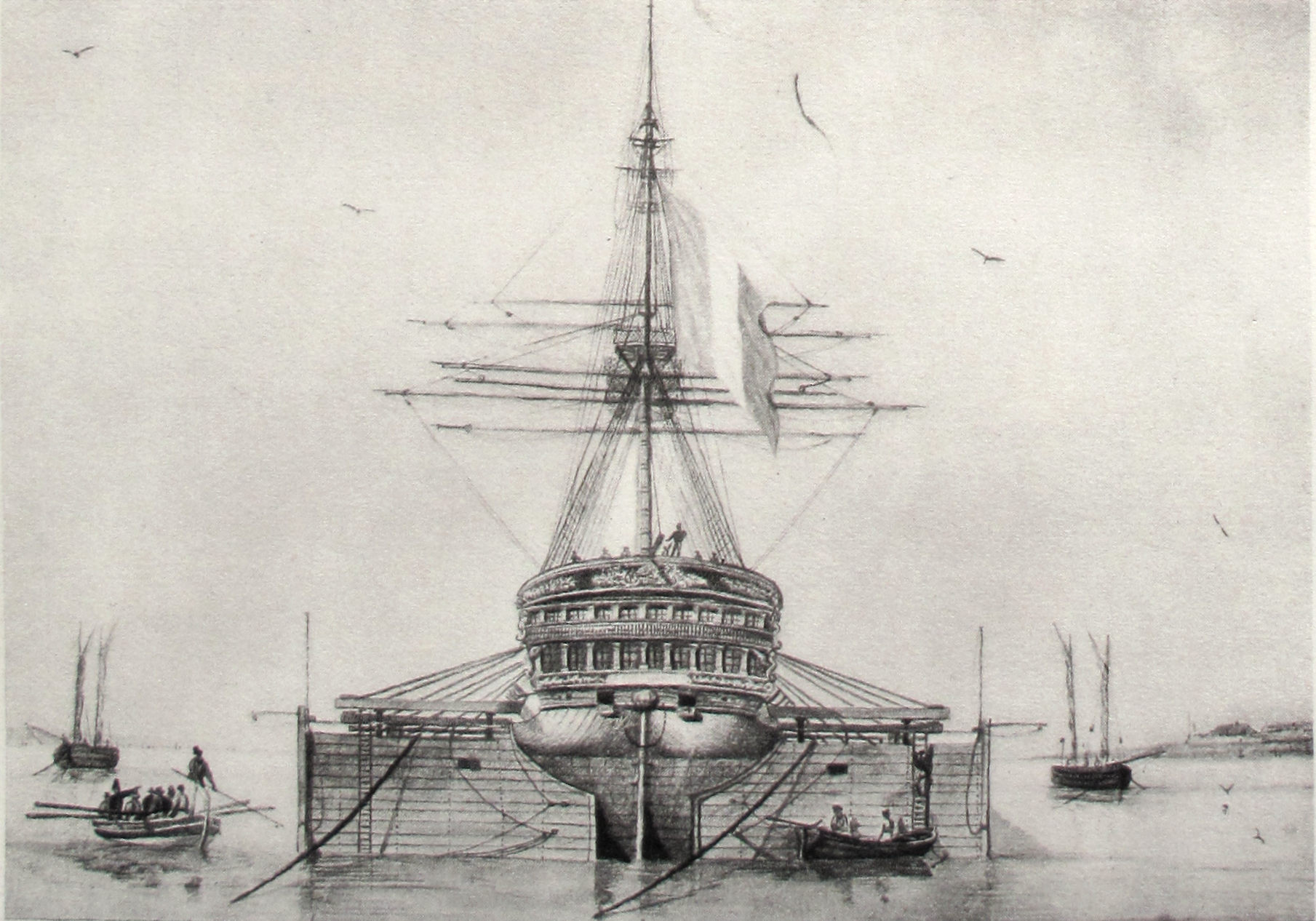
Nave con cammello

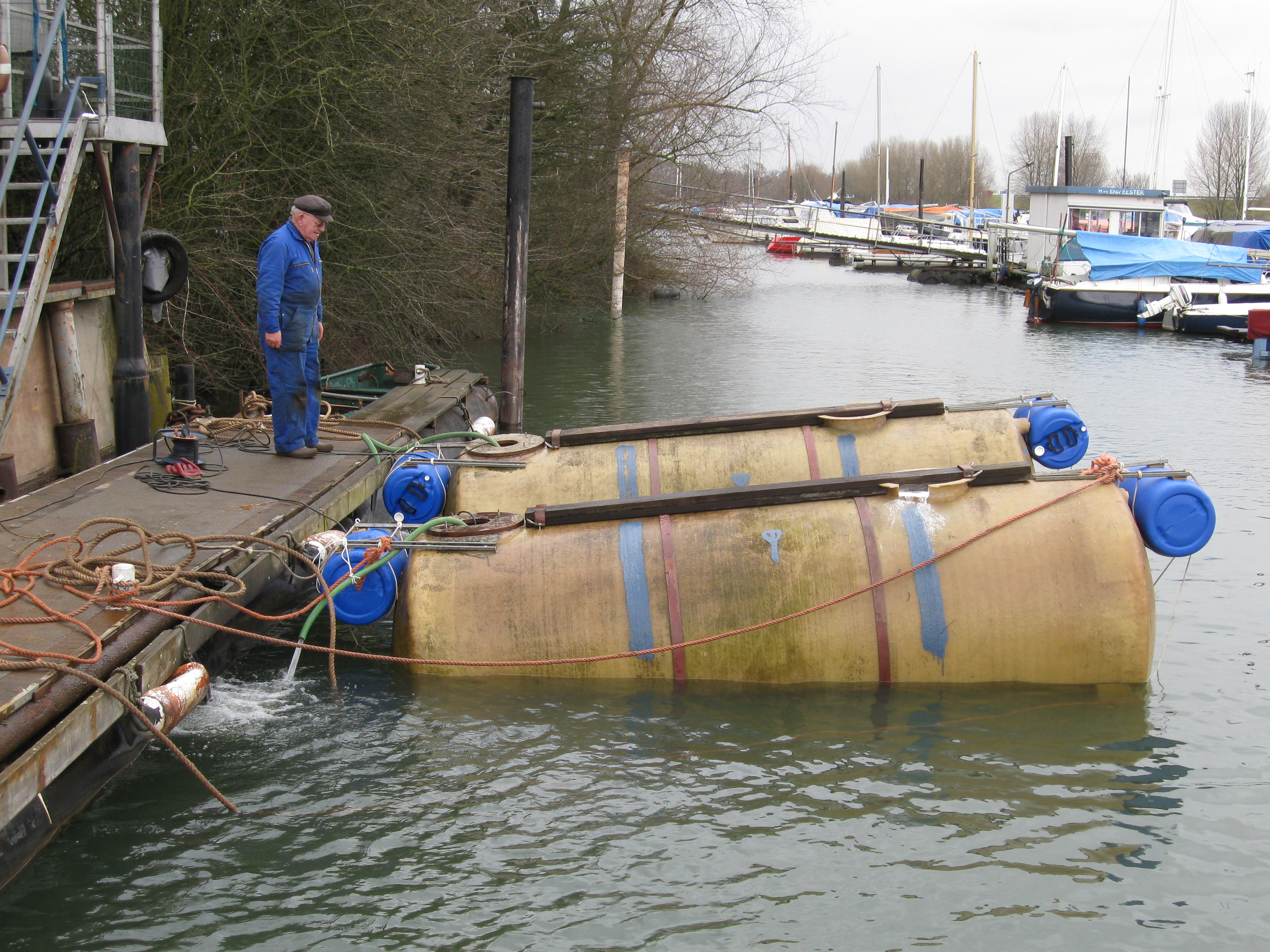
Cammello parzialmente sott'acqua

In ambito navale, il cammello è un serbatoio di galleggiamento esterno che può essere montato su una nave per aumentare la galleggiabilità o ridurre il pescaggio. Le sue pareti interne sono concave e curve per sposare le linee dello scafo della nave.

## Storia
Il cammello fu inventato nel 1690 da Meeuwis Meindertsz Bakker per permettere ai grandi vascelli di attraversare le acque poco profonde di Amsterdam. In aprile, è stato utilizzato il nella grande nave della linea Princess Maria, dove percorse le acque poco profonde di Pampus nella Zuiderzee. In seguito Bakker è stato premiato per la sua invenzione.
Il cammello venne usato soprattutto nell'età d'oro olandese per accedere alle acque poco profonde di Pampus, che erano irraggiungibili per le grandi navi mercantili. Invece di utilizzare la nave da guerra, a volte venivano utilizzate navi leggere (a vela) per sollevare una nave.
I cammelli furono anche usati dalla marina francese all'inizio del XIX secolo con le navi Rivoli e Mont Saint-Bernard, permettendo la costruzione di grandi 74 cannoni nel porto di Venezia.